# 5152 Labs
5152 Labs (1931 UD) là một tiểu hành tinh vành đai chính được phát hiện ngày 18 tháng 10 năm 1931 bởi K. Reinmuth ở Heidelberg.